# Сингліш

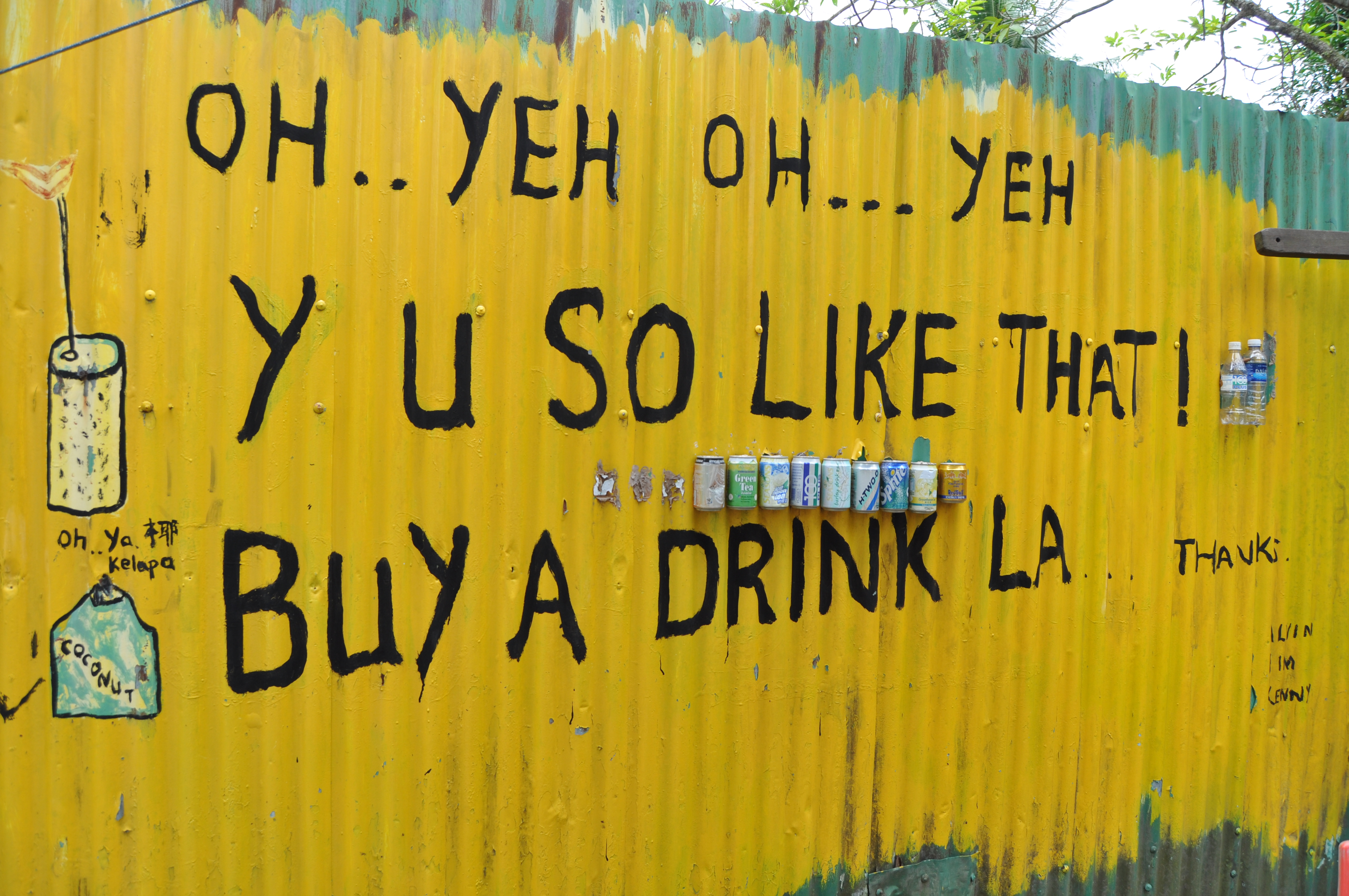
Графіті, які написані синглішем

Сингліш — креольська мова на базі англійської, якою розмовляють в Сінгапурі.

## Історія
Після облаштування у Сінгапурі британського торгового посту 1819 року у місто починають прибувати різні національності, переважно таміли з Шрі-Ланки та Індії, та китайці. До XX сторіччя міжнаціональною мовою спілкування був піджин на базі малайської мови, що називався Базар Малай.
З приходом британців заможні сім'ї віддавали дітей навчатися англійської мови. Саме у середовищі студентів та учнів починає розвиватися сингліш. Після Другової світової війни англійська мова стала обов'язковою у школах.
Після здобуття Сінгапуром незалежності 1965 року і кампанії «Говори мандаринською», перехід між мовами серед представників покоління після 1965-го року народження ставав все більш і більш очевидним. В той же час малайські ідіоматичні вирази продовжували використовуватись на рівні з запозиченими з китайської розмовними виразами.

### Сучасність
Наразі сингліш не є канонізованим. Існує кілька інтернет-словників таких як Dictionary of Singlish [Архівовано 17 лютого 2011 у Wayback Machine.], що суперечать один одному собою у транскрипції слів. Певна канонізація відбувається завдяки телебаченню, де синглішем говорять на телевізійних шоу та у ситкомах.
Держава Сінгапур ставиться до синглішу як до негативного явища. У 1999 прем'єр міністр Лі Куан Ю заявив, що більше медіа роблять сингліш соціально прийнятним, то більше ми даємо людям віру, що це є нормально і вони можуть з цим жити далі. Прем'єр-міністр Го Чок Тонг також висловився, що молоді люди роблять погану послугу Сінгапуру, розмовляючи синглішем.
У 2000 була запущена програма «Говори хорошою англійською». Незважаючи на постійні дискусії навколо синглішу, він процвітає у мовленні, оскільки є частиною ідентичності сингапурців.

### Діалекти
Ці фрази мають однакове значення, але написані різними діалектами.
| Basilect («сингліш») «Dis guy Singrish si beh zai sia.» |  |  | Mesolect «Dis guy Singlish damn good eh.» |  |  | Acrolect («стандарт») «This person's Singlish is very good.» |

Оскільки багато сінгапурців можуть говорити англійською різної якості, то перемикання між соціолект спектру, перемикання між діалектами може відбуватися дуже часто.

## Особливості

### Наголоси
Слова, запозичені з китайської, зберігають свої наголоси і в сингліші. З іншого боку, запозичені оригінальні англійські слова, а також слова з малайської і тамільської походження мов, наголосів не мають.

### Письмо
Сингліш є переважно розмовною мовою. Проте з приходом інтернету та розвитком графіті ця креольська мова фіксується у текстах.

### Приголосні
|                       | Губно-губні | Губно-зубні | Зубні | Ясенні | Заясенні | Середньопіднебінні | Задньоязикові | Гортанні |
| --------------------- | ----------- | ----------- | ----- | ------ | -------- | ------------------ | ------------- | -------- |
| Проривні приголосні   | p b         |             |       | t d    |          |                    | k ɡ           |          |
| Африкат               |             |             |       |        | tʃ dʒ    |                    |               |          |
| Фрикативні приголосні |             | f (v)       | (θ ð) | s (z)  | ʃ (ʒ)    |                    |               | h        |
| Носові приголосні     | m           |             |       | n      |          |                    | ŋ             |          |
| Бічні                 |             |             |       | l      |          |                    |               |          |
| Апроксіманти          | w           |             |       | r      |          | j                  |               |          |

### Монофтонги
|                         | Пер. ряд | Сер. ряд | Зад. ряд |
| ----------------------- | -------- | -------- | -------- |
| Гол. високого підняття  | i        |          | u        |
| Гол. вис.-сер. підняття | e        | ə        | o        |
| Гол. низ.-сер. підняття | ɛ        | ə        | ɔ        |
| Низьке піднесення       |          | ɑ        | ɑ        |

### Дифтонги

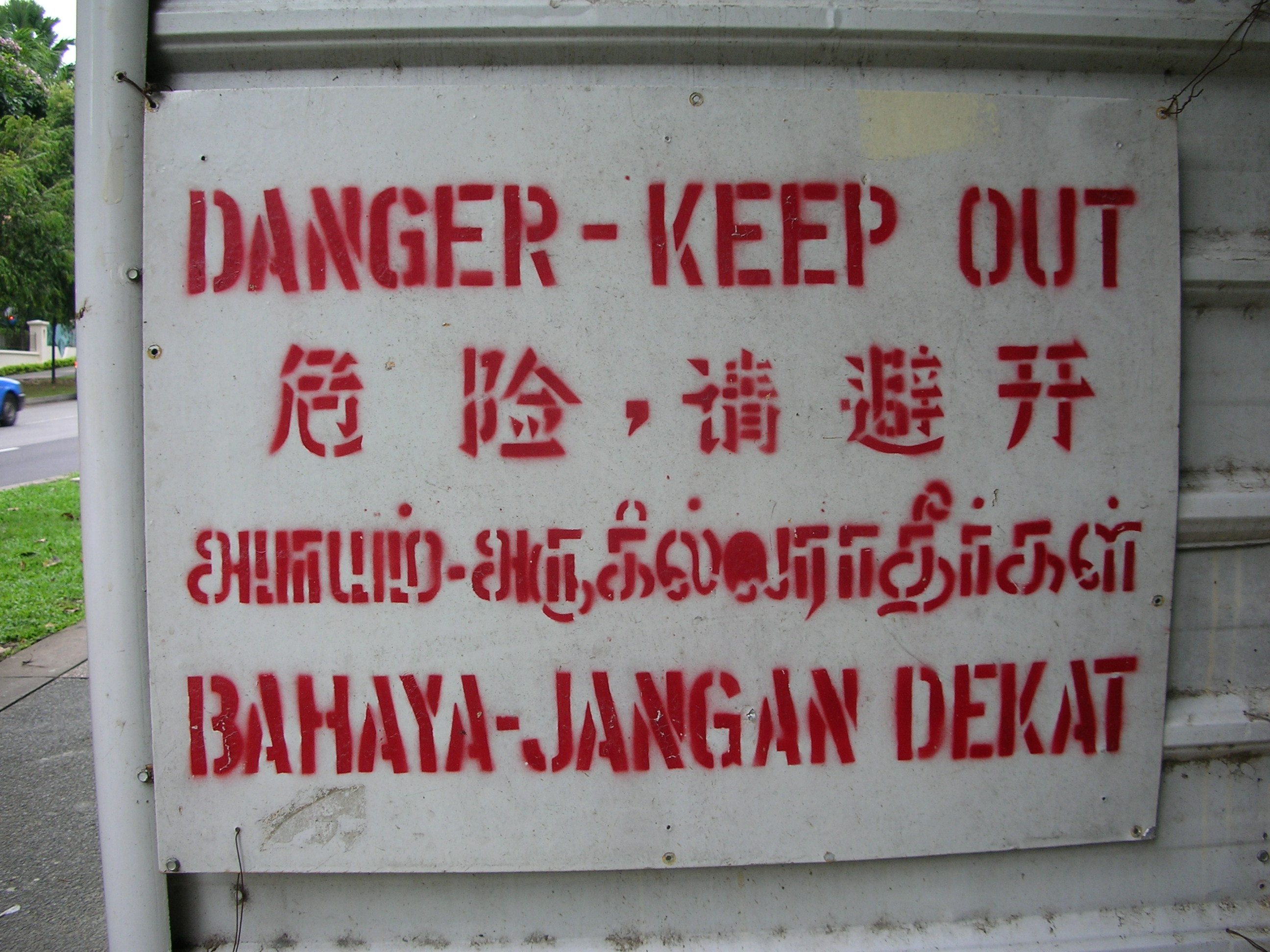
Багато оголошень в Сінгапурі написані чотирма офіційними мовами: англійською, китайською, тамільською та малайською.

| Фонема синглішу | Фонеми англ. мови             | Як в    |
| --------------- | ----------------------------- | ------- |
| /i/             | /iː/                          | meet    |
| /i/             | /ɪ/                           | pit     |
| /e/             | /eɪ/                          | day     |
| /e/             | /ɛ/ (before a voiced plosive) | leg     |
| /ɛ/             | /ɛ/                           | set     |
| /ɛ/             | /æ/                           | map     |
| /ɛ/             | /ɛə/                          | hair    |
| /ɑ/             | /ɑː/                          | car     |
| /ɑ/             | /ɑː/                          | pass    |
| /ɑ/             | /ɑː/                          | father  |
| /ɑ/             | /ʌ/                           | bus     |
| /ɑ/             | /aɪ/ (before /l/)             | mile    |
| /ɔ/             | /ɒ/                           | mock    |
| /ɔ/             | /ɔː/                          | thought |
| /ɔ/             | /ɔː/                          | court   |
| /o/             | /oʊ/                          | low     |
| /u/             | /uː/                          | food    |
| /u/             | /ʊ/                           | put     |
| /ə/ — see below | /ɜː/                          | bird    |
| /ə/ — see below | /ə/                           | idea    |
| /ə/ — see below | /ə/                           | better  |
| /ai/            | /aɪ/                          | my      |
| /au/            | /aʊ/                          | mouth   |
| /ɔi/            | /ɔɪ/                          | boy     |
| /jə/            | /jə/                          | here    |
| /wə/            | /ʊə/                          | tour    |
| /jɔ/            | /jʊə/                         | cure    |
| /ai jə/         | /aɪə/                         | fire    |
| /au wə/         | /aʊə/                         | power   |

## Граматика
В сингліші зникло відмінювання дієслів та множина іменників. Змінений порядок слів близький до мандаринської мови. Для вираження наголосу на якомусь слові його повторюють. З мовлення часто випадають займенники. Наприклад, «Can you help me do this?» буде Can help me do dis?
Граматика мови великою мірою формувалась під впливом інших мов, таких як малайська і китайська. Деякі структури лишились ідентичними запозиченим з китайської та діалектів. В результаті мова отримала унікальні особливості, особливо на базовому розмовному рівні.
| Функція                                               | Приклад                                                  | Значення                                                      |
| ----------------------------------------------------- | -------------------------------------------------------- | ------------------------------------------------------------- |
| (Nothing)                                             | Can.                                                     | «It can be done.»                                             |
| Solidarity                                            | Can lah (soft).                                          | «Rest assured, it can be done.»                               |
| Seeking attention / support (implicit)                | Can hor (soft) / hah?                                    | «It can be done, right?»                                      |
| Defensive                                             | Can hor (sharp).                                         | «Please do not doubt that it can be done.»                    |
| Impatient/Defensive                                   | Can lah (sharp).                                         | «Clearly it works, I'm not sure why are you questioning it?»  |
| Characteristic                                        | Can one / de (的).                                       | «(Despite your doubts) I know it can be done.»                |
| (Vividness)                                           | Liddat (like that) very nice.                            | «This looks very nice.»                                       |
| Acceptance / Resignation                              | Can lor.                                                 | «Well, seems that it can be done, since you say so.»          |
| Completion / Finished                                 | Can loh(!) / Can liao / oreddy.                          | «It's done!»                                                  |
| Assertion (implies that listener should already know) | Can wat/ Can lor (in some situations, when used firmly). | «It can be done… shouldn't you know this?»                    |
| Assertion (strong)                                    | Can mah.                                                 | «See?! It can be done!»                                       |
| Assertion (softened)                                  | Can leh.                                                 | «Can't you see that it can be done?»                          |
| Yes / No question                                     | Can anot?                                                | «Can it be done?»                                             |
| Yes / No question (confirmation)                      | Can izzit (Is it?)?                                      | «It can be done, right?»                                      |
| Yes / No question (skepticism)                        | Can meh?                                                 | «Um… are you sure it can be done?»                            |
| Confirmation                                          | Can ar… (low tone).                                      | «So… it can really be done?»                                  |
| Rhetorical                                            | Can ar (rising).                                         | «Alright then, don't come asking for help if problems arise.» |
| Amazement                                             | Can sia(!)/ Can wor (sia is stronger than wor).          | «Amazingly, it works!»                                        |
| Indifference/ Questioning in a calm manner            | Can huh (low tone).                                      | «Can it be done?»                                             |
| Joyful                                                | Can loh!                                                 | «Hurray! It's done!»                                          |
| Anger                                                 | Alamak! Why you go and mess up!?                         | «Argh! Why did you go and mess it up!?»                       |

## Вимова
Відмінності між англійською мовою та синглішом найпомітніші у вимові. Деякі звуки змінені, у словах часто редукується закінчення. Наприклад «like that» звучить як liddat.

## Лексика
У сингліш проникли запозичення з інших мов на позначення явищ, що не мали відповіника в англійській мові, та замінники англійських слів. Наприклад, kena, ‘отримати щось погане’; kiasu, ‘страх програти’; shiok, ‘дуже добре’; sian, ‘нудний’; buay song, ‘не щасливий’; pek chek, ‘роздратований’. Характерним для синглішу є додавання кінцевих слів до речення, що слугують показником різних емоцій (lah, meh, lor, liao). Наприклад, Cannot meh? означає, що співрозмовник має підтвердити запит і перекладається як «ти справді не можеш?». Найпоширенішим таким закінченням речення є lah, що виражає великий спектр емоцій залежно від інтонації.